# Michelangelo Merisi da Caravaggio
Michelangelo Merisi (født 29. september 1571, død 18. juli 1610), som tog navn efter landsbyen Caravaggio ved Bergamo, var en italiensk maler. Han revolutionerede malerkunsten omkring år 1600 og står som en central figur i den italienske barok. Malerierne fremstår dramatisk med figurer i skarpt lys på en mørk baggrund, kaldet clairobscur på fransk og chiaroscuro på italiensk.

## Baggrund
Caravaggio påstod selv, at han var født i 1573. Han opgav Caravaggio som sit fødested, og at familien senere var flyttet til Milano. For at undgå en epidemi i Milano i 1577 skal familien være flyttet til familiens lille gård i Caravaggio. Der døde både hans far og hans bedstefar Bernardino af epidemien. Ofte omtalte han sig som forældreløs, men det kan have været hans hang til det dramatiske, som når han påstod, at hans far og bedstefar var døde med få timers mellemrum. Men han følte sig åbenbart alene i verden. Som 13-årig blev han sat i lære hos Simone Pederasini i Milano i fire år og lærte meget om malerkunst, selv om han var en trodsig og respektløs lærling.
Han ankom Rom omkring 1589 og fik husrum hos sin mentor Fantino Petrignani, hvor han også kunne male. Sine malerier fik han solgt gennem en hr. Valentino, der holdt til i nærheden af San Luigi dei Francesi. Her lærte Caravaggio kardinal Francesco del Monte at kende og fik lov at flytte ind i hans palads. I 1597 skaffede kardinalen ham en bestilling på udsmykning af Skt. Matthæus-kapellet i San Luigi dei Francesi-kirken. Her ville præsterne ikke have hans maleri af Skt. Matthæus og englen, fordi han malede dem med snavsede fødder. Det blev købt af marquese Vincenzo Giustiani til hans palads i nabolaget. Præsterne i San Luigi accepterede en ny version af Skt. Matthæus og englen; det hænger nu over alteret. Det forlød, at præsterne også havde afvist Caravaggios andre malerier, men at marquese Giustiani havde fået dem til at ombestemme sig. Munkene i Santa Maria della Scala-kirken bestilte et maleri af ham med jomfru Marias død som motiv, men nægtede igen at købe det færdige resultat, fordi den døde så opsvulmet ud. Rubens var imidlertid begejstret for maleriet og fik overtalt greven af Mantua til at købe det.
Caravaggios privatliv ved vi mest om fra det romerske politiregister. Her står han anmeldt for at have kastet sten mod en tidligere værtindes vinduer og for at have smidt en tallerken artiskokker i hovedet på en tjener. Bevæbnet med sværd færdedes han i Roms gader med sine drikkekumpaner på udkig efter ballade. En gang skændtes han længe med en notar om sin veninde Lena, som har været prostitueret, da hun ifølge protokollen "står på piazza Navona".
Caravaggio fik sit gennembrud i 1600 med scener fra evangelisten Matthæus' liv til kirken San Luigi dei Francesi i Rom. Mange andre af hans hovedværker findes i Roms kirker og museer som Galleria Borghese, Galleria Nazionale d'Arte Antica (Palazzo Barberini) og Santa Maria del Popolo.

## Flugten fra Rom
Natten til 2. maj 1606 var Michelangelo Merisi da Caravaggios sværd trængt dybt ind i låret på den unge alfons Ranuccio Tomassoni og skar arterien over. Tomassoni forblødte, mens Caravaggio flygtede med et grimt sår i hovedet. Det er uvist, om sammenstødet skyldtes et væddemål om en tenniskamp, flere års uvenskab, eller om Caravaggio kun søgte at ydmyge alfonsen ved at foregive en kastration. Drabet påførte imidlertid drabsmanden il bando capitale, pave Paul 5.s dødsdom, som gav enhver på pavens område ret til at slå Caravaggio ihjel og fremvise hans afskårne hoved som bevis på, at retfærdigheden var sket fyldest.
Caravaggio forlod klogeligt Rom. En af hans venner, der selv blev såret, blev stillet for retten. Caravaggio tog til Napoli og videre til Malta, hvor han slog sig ned i juli 1607 uden for Roms juridiske rækkevidde. Han boede i Valletta og søgte beskyttelse hos malteserridderne, også kaldet johanniterridderne, i håb om at blive optaget i deres orden og dermed opnå en pavelig benådning. Baggrunden er uklar, men man mener, Caravaggios maleri Halshugningen af Johannes Døberen (malet 1607–08) som nu hænger i Vallettas katedral, blev malet som en slags passagio, dvs. indgangsbillet til ordenen. I hvert fald blev Caravaggio 14. juli 1608 optaget blandt ordenens lydighedsriddere, som ikke var bundet af cølibat. Han tilføjede bogstavet f for fra (= bror) foran sit navn, da han signerede maleriet - i øvrigt den eneste signatur i hans karriere, og malet som om den var dannet af Døberens blod. Men 1. december, mindre end fem måneder efter hans optagelse i ordenen, blev han udvist som "et råddent lem", og indsat i Skt. Angelo-fæstningen, hvor han blev kastet ned i en klokkeformet fangehul for overfaldet på en anden ridder. Han flygtede og dukkede op igen i Syrakus på Sicilien, hvor han straks fik til opgave at male Skt. Lucias begravelse (1608) til den nyindrettede kirke Santa Lucia alla Badia. Senere rejste han til Messina, hvor han udførte to store opgaver, Lazarus' genopstandelse og Hyrdernes tilbedelse (begge i 1609).
Caravaggios maleri i Palermo, Jesu fødsel, Skt. Franciskus og Skt. Laurentius blev stjålet i 1969. En kontakt i mafiaen
har ment, at maleriet blev solgt til en køber i Schweiz, men andre påstande har også været fremført. En kopi hænger i dag over alteret. Den italienske præsident Sergio Mattarella foretog afsløringen; hans bror blev dræbt af mafiaen i 1980.
Som en kommentar til den pris, pave Paul havde sat på hans hoved, malede Caravaggio sit selvportræt som Goliaths afskårne hoved, holdt i vejret af kong David. Maleriet blev i 1610 sendt til pavehoffet som hans bøn om benådning, som også blev bevilget. Hans indflydelsesrige venner - især pavens søstersøn, kardinal Scipione Borghese, som byggede Villa Borghese og oparbejdede sig kunstsamlinger ved hjælp af udpresning og tyveri - fik imidlertid en benådning i stand; men Caravaggio døde af en febersygdom, 38 år gammel, i den lille by Porto Ercole.

## Eftermæle
To kirker på Sicilien har begge gjort krav på hans maleri af Skt. Lucia. Der er også uenighed om, hvorvidt man har fundet frem til hans Maria Magdalene.
Rom markerede 400-året for Caravaggios død med en stor udstilling af malerens hovedværker, der blev set af over 750.000 mennesker.
Italienske kunsteksperter har fundet cirka 100 tegninger af maleren Caravaggio, der er vurderet til omkring 700 millioner euro, eller fem milliarder kroner. Fundet blev offentliggjort i juli 2012, efter længere tids granskning. Tegningerne blev fundet på et slot i Milano. De lå i en samling som nogle elever af maleren Simone Peterzano, havde lavet, en af dem var Caravaggio.